# Confine tra Francia e Lussemburgo
Il confine tra la Francia e il Lussemburgo descrive la linea di separazione tra questi due stati. Ha una lunghezza di 73 km.

## Descrizione
Il confine inizia dalla triplice frontiera tra Belgio, Francia e Lussemburgo situata sul fiume Chiers. Ha un andamento generale verso est e termina alla triplice frontiera tra Francia, Germania e Lussemburgo situata sul fiume Mosella.